# S-Bahn Rhein-Main
S-Bahn Rhein-Main – system S-Bahn w Regionie Ren-Men u ujścia Menu do Renu. Linie tej kolei spotykają się w centralnym punkcie aglomeracji, Frankfurcie nad Menem i docierają także do okolicznych dużych miast: Darmstadt, Hanau, Moguncji, Offenbach i Wiesbaden.
Centralną część sieci stanowi uruchomiony 28 maja 1978 wspólny tunel średnicowy, prowadzący z Dworca Głównego pod śródmieściem Frankfurtu, określany jako City-Tunnel.
Obecnie S-Bahn obsługiwana jest przez DB Regio AG i działa w ramach związku komunikacyjnego Rhein-Main-Verkehrsverbund (RMV).

## Linie

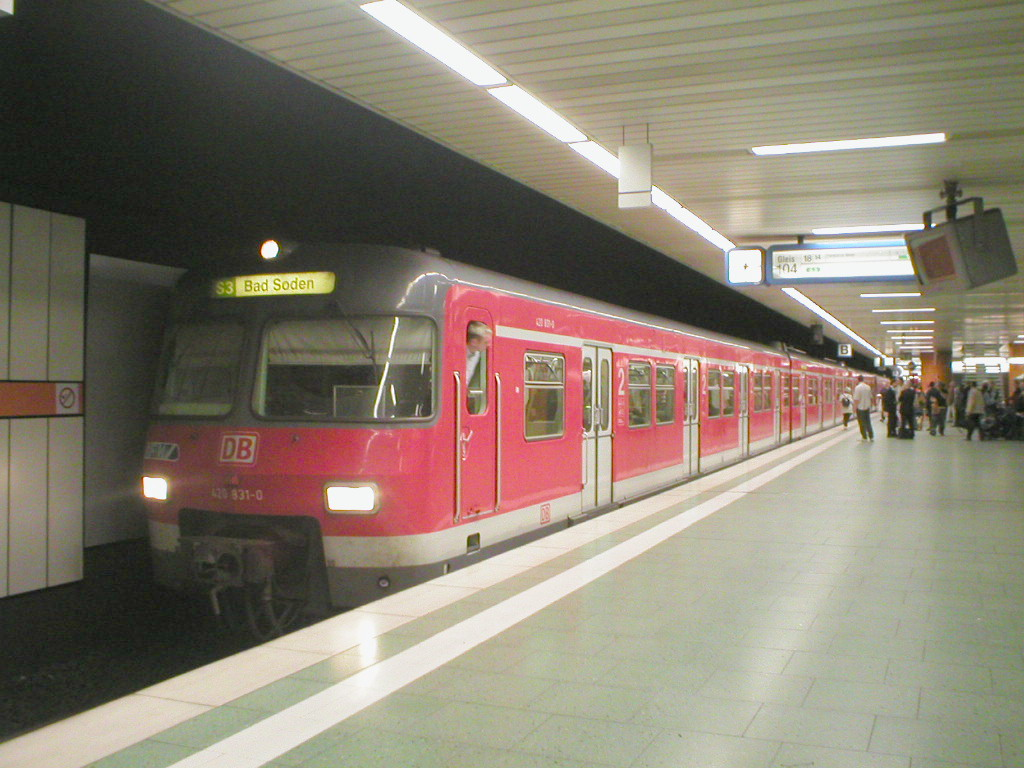
Skład typu BR420

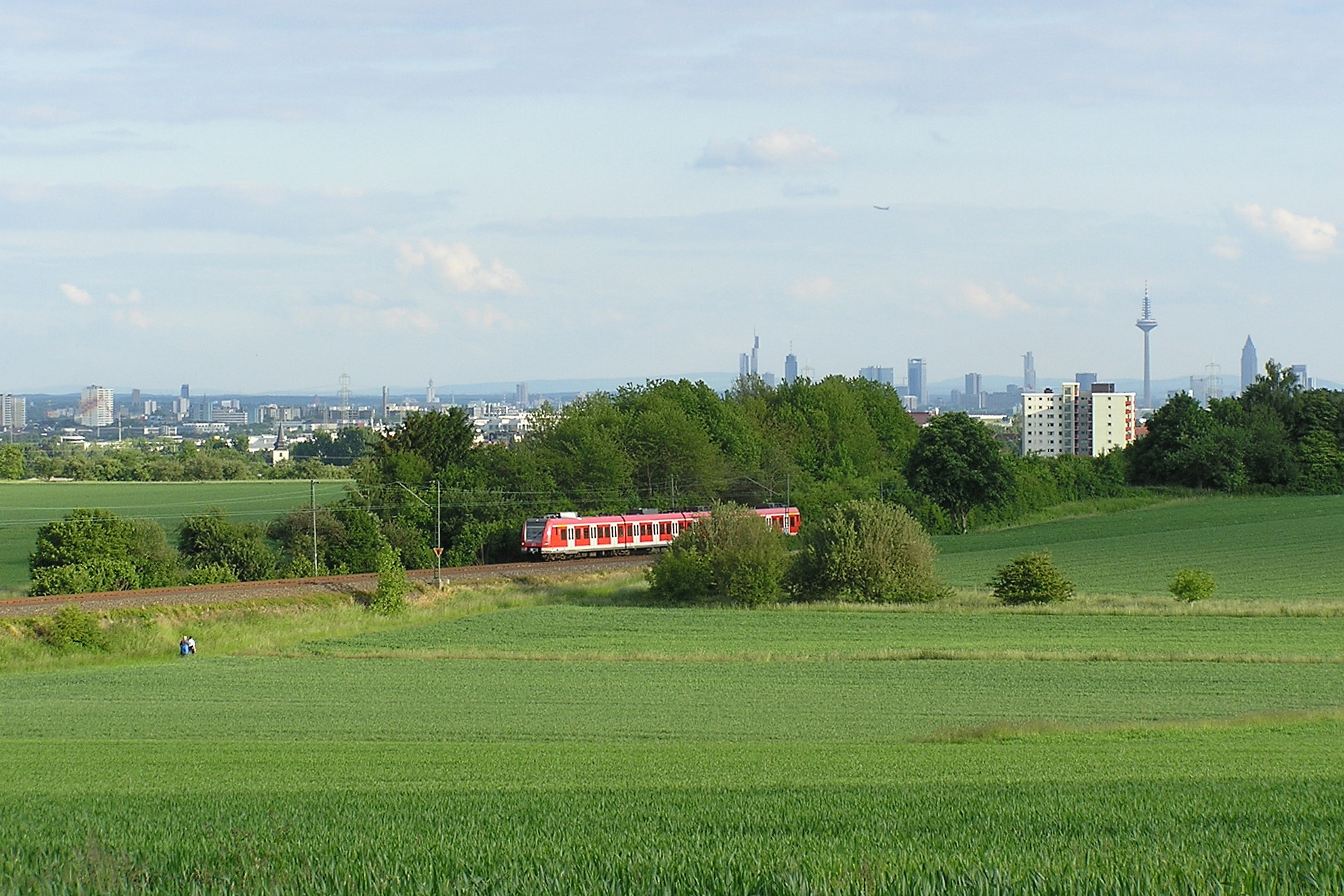
Skład typu BR423 na linii S5

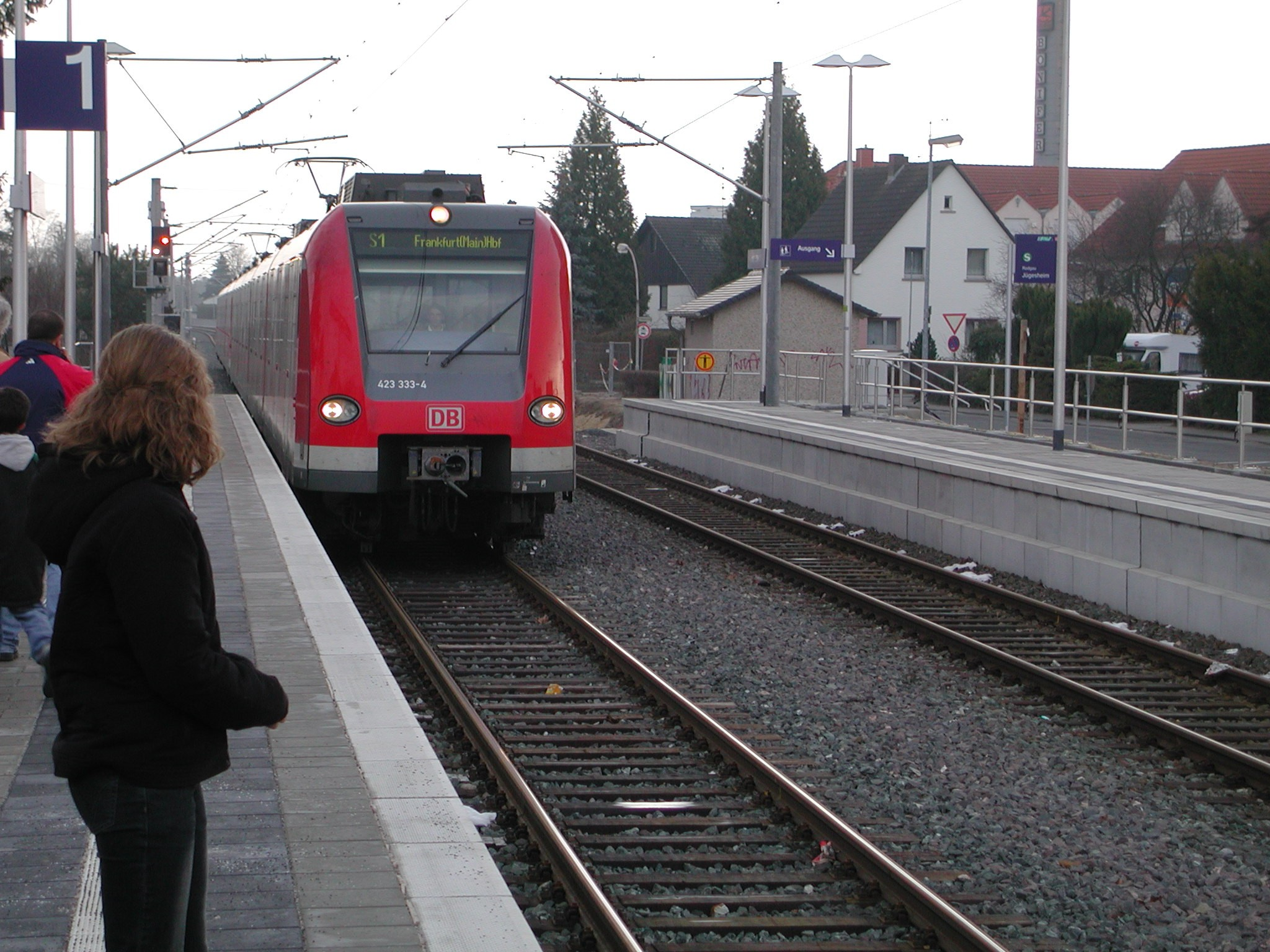
Skład typu BR423

Od końca 2003 kursują następujące linie S-Bahn Ren-Men:
| Linia | Trasa |
| ----- | --- |
| S1    | Wiesbaden Hbf – Mainz-Kastel – Frankfurt-Höchst – Frankfurt Hbf – City-Tunnel (Frankfurt) – City-Tunnel (Offenbach) – Offenbach Ost – Offenbach-Bieber – Rödermark-Ober Roden |
| S2    | Niedernhausen – Frankfurt-Höchst – Frankfurt Hbf – City-Tunnel (Frankfurt) – City-Tunnel (Offenbach) – Offenbach Ost – Offenbach-Bieber – Dietzenbach                         |
| S3    | Bad Soden – Frankfurt-West – Frankfurt Hbf – City-Tunnel (Frankfurt) – Frankfurt-Süd – Langen – Darmstadt Hbf                                                                 |
| S4    | Kronberg – Frankfurt-West – Frankfurt Hbf – City-Tunnel (Frankfurt) – Frankfurt-Süd – Langen – (Darmstadt Hbf)                                                                |
| S5    | Friedrichsdorf – Frankfurt-West – Frankfurt Hbf – City-Tunnel (Frankfurt) – Frankfurt-Süd                                                                                     |
| S6    | Friedberg – Bad Homburg – Frankfurt-West – Frankfurt Hbf – City-Tunnel (Frankfurt) – Frankfurt-Süd                                                                            |
| S7    | Riedstadt-Goddelau – Groß-Gerau – Frankfurt Hbf |
| S8    | Wiesbaden Hbf – Mainz Hbf – Frankfurt (Main) Flughafen Regionalbahnhof – Frankfurt Hbf – City-Tunnel (Frankfurt) – City-Tunnel (Offenbach) – Offenbach Ost – Hanau Hbf        |
| S9    | Wiesbaden Hbf – Mainz-Kastel – Frankfurt (Main) Flughafen Regionalbahnhof – Frankfurt Hbf – City-Tunnel (Frankfurt) – City-Tunnel (Offenbach) – Offenbach Ost – Hanau Hbf     |

Linie S3 i S4 można uznać za warianty jednej linii z alternatywnymi odgałęzieniami. Linia S7 jako jedyna nie korzysta z tunelu średnicowego i kończy bieg na nadziemnych peronach Frankfurt (Main) Hauptbahnhof.